# 황혜연
황혜연(1985년 4월 3일~)은 대한민국의 배드민턴 선수이다. 2010년 제16회 광저우 아시안게임 배드민턴에 대한민국 국가대표 선수로 참가했다.